# Ссавці Резолюції 6 Бернської конвенції, для яких Україна створює мережу Емеральд (Смарагдову мережу)
У 1996 р. Постійний комітет Бернської конвенції прийняв Резолюцію 6 — Перелік видів, що потребують спеціальних заходів збереження їхніх оселищ, включаючи мігруючі види (Listing the species requiring specifichabitat conservation measures).
У 2019 ГО «Українська природоохоронна група» видала довідник, що містить Список видів тварин Резолюції 6 Бернської конвенції, для яких Україна створює мережу Емеральд (Смарагдову мережу) в розрізі біогеографічних регіонів.
| Код  | Латинська назва           | Українська назва    | Біогеографічні регіони | Біогеографічні регіони | Біогеографічні регіони | Біогеографічні регіони |
| Код  | Латинська назва           | Українська назва    | Континентальний        | Альпійський            | Паннонський            | Степовий               |
| ---- | ------------------------- | ------------------- | ---------------------- | ---------------------- | ---------------------- | ---------------------- |
| 1303 | Rhinolophus hipposideros  | Підковик малий      | +                      | +                      | +                      | +                      |
| 1304 | Rhinolophus ferrumequinum | Підковик великий    |                        | +                      | +                      | +                      |
| 1307 | Myotis blythii            | Нічниця гостровуха  | +                      | +                      | +                      | +                      |
| 1308 | Barbastella barbastellus  | Широковух звичайний | +                      | +                      | +                      | +                      |
| 1310 | Miniopterus schreibersi   | Довгокрил звичайний |                        | +                      | +                      |                        |
| 1318 | Myotis dasycneme          | Нічниця ставкова    | +                      | +                      | +                      | +                      |
| 1323 | Myotis bechsteini         | Нічниця довговуха   | +                      | +                      | +                      |                        |
| 1324 | Myotis myotis             | Нічниця велика      | +                      | +                      | +                      |                        |
| 1335 | Spermophilus citellus     | Ховрах європейський | +                      |                        |                        |                        |
| 1337 | Castor fiber              | Бобер європейський  | +                      | +                      | +                      | +                      |
| 1352 | Canis lupus               | Вовк                | +                      | +                      |                        | +                      |
| 1354 | Ursus arctos              | Ведмідь бурий       | +                      | +                      |                        |                        |
| 1355 | Lutra lutra               | Видра річкова       | +                      | +                      | +                      | +                      |
| 1356 | Mustela lutreola          | Норка європейська   | +                      | +                      |                        | +                      |
| 1361 | Lynx lynx                 | Рись звичайна       | +                      | +                      |                        | +                      |
| 1349 | Tursiops truncatus        | Афаліна звичайна    |                        |                        |                        | +                      |
| 1351 | Phocoena phocoena         | Фоцена звичайна     |                        |                        |                        | +                      |
| 2021 | Sicista subtilis          | Мишівка південна    |                        |                        |                        | +                      |
| 2604 | Desmana moschata          | Хохуля руська       | +                      |                        |                        |                        |
| 2608 | Spermophilus suslicus     | Ховрах крапчастий   | +                      |                        |                        | +                      |
| 2633 | Mustela eversmanni        | Тхір степовий       | +                      |                        |                        | +                      |
| 2635 | Vormela peregusna         | Перегузня звичайна  |                        |                        |                        | +                      |
| 2647 | Bison bonasus             | Зубр                | +                      | +                      |                        |                        |
| 2612 | Microtus tatricus         | Норик татринський   |                        | +                      |                        |                        |
| 2613 | Spalax graecus            | Сліпак буковинський | +                      | +                      |                        |                        |